# More Best of Leonard Cohen
More Best of Leonard Cohen es un álbum recopilatorio del músico canadiense Leonard Cohen, publicado por la compañía discográfica Columbia Records en octubre de 1997. El disco incluye canciones de su trayectoria musical entre los lanzamientos de I'm Your Man (1988) y The Future, así como varios temas en directo extraídos de Cohen Live (1994) y dos canciones nuevas: «Never Any Good» (grabada en 1995 en Los Ángeles) y «The Great Event». More Best of Leonard Cohen fue certificado como disco de platino en Polonia al superar las 100 000 copias venvidas en el país.

## Lista de canciones
1. "Everybody Knows" (de I'm Your Man)
2. "I'm Your Man" (de I'm Your Man)
3. "Take This Waltz" (de I'm Your Man)
4. "Tower of Song" (de I'm Your Man)
5. "Anthem" (de The Future)
6. "Democracy" (de The Future)
7. "The Future" (de The Future)
8. "Closing Time" (de The Future)
9. "Dance Me to the End of Love" (de Live in Concert)
10. "Suzanne" (de Live in Concert)
11. "Hallelujah" (de Live in Concert)
12. "Never Any Good" (Inédita)
13. "The Great Event" (Inédita)